# Klientelismus
Klientelismus je neoficiální, zákulisní systém dohod ve společnosti, jehož charakteristickým znakem je ochrana, jinak zvaná též protekce, vybraných členů celku, případně poškozování zájmů subjektů, kteří se na klientelistických vazbách nepodílejí. Kořenem klientelismu je skutečnost, že účastníci klientelistických ujednání bez této formy spolupráce nejsou schopni dosáhnout na zvýhodnění, typicky majetkové nebo společenské, které jim skrze klientelismus dostupné je. Z titulu své definice je klientelismus negativní společenský jev (sociální patologie) a jeho důsledky lze souhrnně označit jako porušování rovnosti.

## Klientelismus v politice
Poněvadž klientelismem vyprodukovaná ochrana má velice často podobu majetkového prospěchu, je klientelismus příznačný především pro a nejvíce se skloňuje v souvislosti s politickou scénou, jež se vyznačuje nakládáním s velkými objemy cizích aktiv, aniž by následky špatného hospodaření s nimi byly dostatečně odrazující hrozbou pro o nich rozhodující osoby. Stát, kraj, obec nebo státní firma totiž nemají jednoho nebo malý okruh vlastníků, profitujících z činnosti daného subjektu, v jejichž rukou by byl soustředěn dostatek moci pro důsledné, byť i nezákonné, potírání jednání, jež ekonomickou výkonnost subjektu snižuje.[zdroj?]
Klientelismus v politice je druhem politické korupce. Jeho nosným pilířem je možnost ovlivňovat výběrová řízení na veřejné zakázky, k nimž se z jejich podstaty váže velmi nízké riziko komplikací s financováním — státní bankrot je poměrně vzácná záležitost. Jelikož související finanční ztráty mají devastující vliv na rovnost ekonomické soutěže a v důsledku na hospodářské výsledky, politický klientelismus je vysoce nežádoucí.[zdroj?]
Mekkou politického klientelismu jsou totalitní režimy; v těsném závěsu následují diktatury, své pevné místo ale má klientelismus i na opačném konci spektra politických uspořádání — rozšířen je v nevyspělých nebo mladých demokraciích a dává o sobě vědět i z vyspělých zemí.[zdroj?]

### Klientelismus v komunismu
V komunistických zemích se uzavřené kruhy státního klientelismu nazývají nomenklatura, což je původně pozitivně míněný výraz pro vyšší kruhy, privilegované komunistickým režimem. Termín v tomto smyslu přišel z ruštiny.[zdroj?]

### Politický klientelismus v České republice
V období po listopadu 1989 česká média opakovaně informovala a informují o rozličných aférách držitelů české politické moci, v nichž figurují úzká napojení těchto reprezentantů (zastupitelů) lidu na různé obchodní a poradenské společnosti.[zdroj?]. Klientelismus dramaticky ovlivnil hlavní procesy privatizace v 90. letech, kdy docházelo k zásadním přesunům majetků a nastavovaly se byznysové poměry na dlouhá léta.
Výrazné expanze živné půdy pro politický klientelismus se v českém prostředí objevila v květnu 2004, kdy Česká republika vstoupila do Evropské unie — tímto aktem se v České republice registrovaným právním subjektům otevřela cesta k poskytovaným dotacím z unijních fondů.[zdroj?]
V květnu 2023 britský týdeník The Economist vyhodnotil v Indexu klientelistického kapitalismu (Crony-capitalism index) míru klientelismu v Česku, jako druhou nejvyšší na světě, ihned po Rusku.

### Historie politického klientelismu
Užívání pojmu klient se datuje už od dob antického Říma, kde znamenalo osobu chráněnou patricijem. Ve středověku se význam termínu upravil na označení politického chráněnce feudála.[zdroj?]
Z chronologického hlediska další záznamy o existenci klientelismu v politice se týkají amerických měst a doby let 1875 až 1920, z níž v některých případech politický klientelismus přežil nejméně do začátku třetího tisíciletí. Pokud jde o bližší specifikaci místa výskytu, z pramenů dokládajících uplatňování politického klientelismu na americkém kontinentu je možno vydedukovat jeho markantnější rozkvět v Latinské Americe, hlavně ve venkovských oblastech.[zdroj?]

## Původ slova
Slovo klientelismus se skládá z kořene klient a přípony -ismus. Klient je výraz pro subjekt, o který jiná entita pečuje, popř. kterému slouží, přípona -ismus se užívá k pojmenování systému ve smyslu uspořádání.[zdroj?]